# Vimieiro (Santa Comba Dão)
Vimieiro ist eine Gemeinde (Freguesia) im portugiesischen Kreis (Concelho) von Santa Comba Dão. In ihr leben 804 Einwohner (Stand 30. Juni 2011).
Diktator Salazar (1889–1970) wurde hier geboren.

## Geografie
Der Ort liegt 2 km südlich der Kreisstadt Santa Comba Dão.

## Geschichte
Das bedeutendste Ereignis in der Geschichte des Ortes war der Widerstand der örtlichen Bevölkerung gegen die französischen Invasionstruppen unter General Masséna. Im Verlauf der Napoleonischen Kriege auf der Iberischen Halbinsel kamen sie 1810 durch Vimieiro, wo die Bevölkerung u. a. die Brücke über den Rio Dão zerstörte, um die napoleonischen Truppen aufzuhalten.
Bekannt ist der Ort heute vor allem, nachdem der 1889 hier geborene Salazar 1927 Finanzminister und 1932 Ministerpräsident mit diktatorischen Vollmachten wurde. Er wird bis heute von einem Teil der Bevölkerung des Landes für das repressive Estado-Novo-Regime, die Portugiesischen Kolonialkriege und einer Europa abgewandten Politik der Unterentwicklung des Landes verantwortlich gemacht. Ein anderer Teil bewundert ihn als tugendhaften und durchsetzungsfähigen Staatsmann, der Portugal aus dem Zweiten Weltkrieg herausgehalten hat. So wurde er bei der portugiesischen Version der Fernsehsendung zur Wahl des „Größten“ des Landes (Os Grandes Portugueses) sowohl zum größten als auch zum schlechtesten Portugiesen aller Zeiten gewählt.

## Kultur und Sehenswürdigkeiten

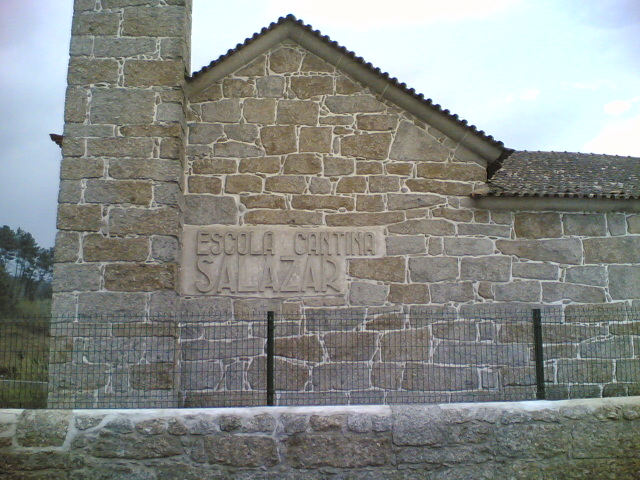
Die Escola Cantina Salazar in Vimieiro

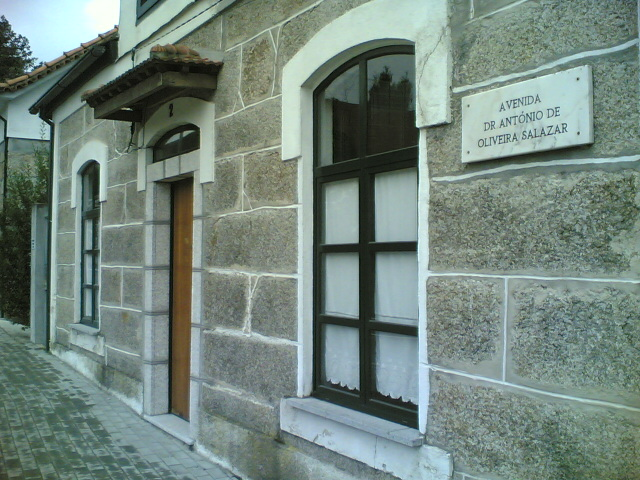
Die nach Diktator Salazar benannte Straße in Vimieiro

Hier befindet sich das Geburtshaus von Salazar. Gleichwohl die Gemeinde seit der Nelkenrevolution 1974 nicht mit Salazar wirbt und seinen Namen aus dem offiziellen Gemeindeleben weitgehend heraushält, zieht es eine Reihe Besucher hierher. Die Gemeinde plant die Einrichtung eines Studieninstitutes zur Person Salazars, jedoch besteht die Befürchtung, dass es als Salazar-Museum und rechten Wallfahrtsort umgedeutet werden könnte. Das Geburtshaus Salazars ist nicht öffentlich zugänglich. Es steht jedoch ebenso unter Denkmalschutz, wie sein Grab auf dem lokalen Friedhof. Eine Straße ist im Ort nach ihm benannt (Avenida Dr. António de Oliveira Salazar), ebenso der 1946 erbaute Schulkomplex Escola Cantina Salazar, der seit 1999 ebenfalls unter Denkmalschutz steht.
Verschiedene Kirchen und Brunnen des Ortes sind als Baudenkmäler eingetragen. Reste einer Römerstraße wurden hier ausgegraben.